# Картам Иберийский
Картам Иберийский —(груз: ქართამი, умер в 33 до нашей эры) — фарнавазидский эристави и царевич Иберийского царства в 1 веке до нашей эры.

## Генеалогия и потомство
Картам Иберийский происходил от рода фарнавазидов и являлся потомком Куджи из Колхиды от его брака с сестрой  Фарнаваза I из Иберии.Он был усыновлен королем Фарнавазом II, Он женился на дочери Фарнаваза, и у них родилось двое сыновей: Фарсман I и Митридат, который был убит во время Иберийско–армянской войны.